# Retimohnia glypta
Retimohnia glypta là một loài ốc biển, là động vật thân mềm chân bụng sống ở biển trong họ Buccinidae.

## Miêu tả
Loài này có vỏ dài 27 mm

## Phân bố
Loài này phân bố ở vùng biển Châu Âu (Iceland, Greenland, Faroes) and tây bắc Đại Tây Dương (New Jersey)